# Mark Hagemoen
Mark Andrew Hagemoen (ur. 4 września 1961 w Vancouver) – kanadyjski duchowny katolicki, biskup Saskatoon od 2017.

## Życiorys
Uzyskał licencjat na Uniwersytecie Kolumbii Brytyjskiej. 
Święcenia kapłańskie otrzymał 12 maja 1990 i został inkardynowany do archidiecezji Vancouver. Był m.in. dyrektorem kurialnego wydziału ds. młodzieży, wikariuszem biskupim ds. duszpasterskich, moderatorem kurii, wikariuszem generalnym oraz dyrektorem archidiecezjalnego kolegium w Vancouver.
15 października 2013 papież Franciszek mianował go ordynariuszem MacKenzie-Fort Smith w metropolii Grouard–McLennan. Sakry udzielił mu 15 grudnia 2013 arcybiskup Gérard Pettipas.
12 września 2017 został mianowany biskupem diecezji Saskatoon, zaś 23 listopada 2017 kanonicznie objął urząd.